# Egzystencjalizm

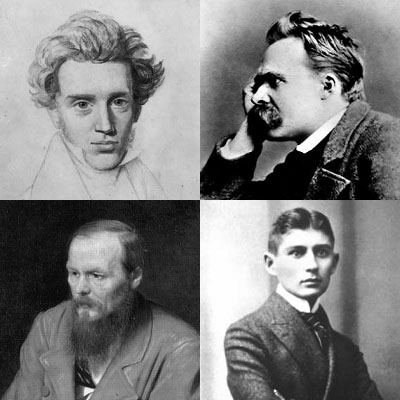
Prekursorzy egzystencjalizmu: Søren Kierkegaard, Friedrich Nietzsche, Fiodor Dostojewski i Franz Kafka

Egzystencjalizm (od łacińskiego słowa existentia — istnienie), czyli „filozofia egzystencji” – XX-wieczny nurt filozoficzny, literacki i kulturowy dotyczący życia i ludzkiej egzystencji w świecie, wyborów moralnych oraz ról życiowych, a także miejsca, w którym się znajdujemy.

## Główni przedstawiciele
Najwybitniejsi przedstawiciele egzystencjalizmu w Niemczech — Martin Heidegger (uznawany także za przedstawiciela fenomenologii ) i Karl Jaspers (on sam odrzucał to zakwalifikowanie), we Francji — Gabriel Marcel, Jean-Paul Sartre, Albert Camus (wielokrotnie podkreślał, że czuje się zaskoczony takim porównaniem i wielokrotnie się od tego odżegnywał) i in., we Włoszech — Nicola Abbagnano, w USA — William Barrett. „Filozofia egzystencji” jest bezpośrednią spadkobierczynią filozofii Bergsona i Nietzschego. Właściwą jej metodę zapożyczyła ona w znacznej mierze od fenomenologii Edmunda Husserla, a podstawowe idee przejęła z dzieł duńskiego mistyka Kierkegaarda.
Lista egzystencjalistów:
- Enzo Paci
- Martin Heidegger
- Jean-Paul Sartre
- Simone de Beauvoir
- Gabriel Marcel
- Martin Buber
- Miguel de Unamuno
- Maurice Merleau-Ponty
- Emil Cioran

## Odmiany egzystencjalizmu
Egzystencjalizm istnieje w wersji chrześcijańskiej (K. Jaspers, G. Marcel i in.) oraz ateistycznej (M. Heidegger, J.-P. Sartre i in.). W obu przypadkach jego ideą jest przekonanie, że człowiek, jako jedyny ze wszystkich bytów ma bezpośredni wpływ na to kim jest i dokonując niezależnych wyborów wyraża swoją wolność. Wolność to główna oznaka człowieczeństwa. Istnienie ludzkie jest świadome, człowiek jest świadkiem dla rzeczywistości uznawanej na przestrzeni wydarzeń i czasu za byt, który nie posiada jaźni tak jak istota ludzka.

## Istota egzystencjalizmu
Egzystencja człowieka zostaje uformowana przez innych ludzi, przez co jednostka traci część swojej autentyczności. Już na początku człowiekowi zostają przypisane pewne role społeczne, przez co zapomina o swojej wyjątkowości. Swoje istnienie poznaje w momencie, gdy poprzez przeżycie emocjonalne zda sobie sprawę z obcości innych bytów. Wolność wewnętrzna jest ciągle zagrożona urzeczowieniem i utratą autentyczności. Powoduje to wewnętrzne rozdarcie i podatność na lęki. Egzystencjalista to jednostka indywidualna nie pokładająca nadziei w żadnych siłach wyższych, a szczególnie we własnym istnieniu. Wolność dla niej nie jest sensem, a jedynie wyborem.
Jeśli oprzeć się na założeniu, że egzystencjalistami można nazwać wszystkich, którzy z egzystencji człowieka czynili ośrodek filozofii, to byli nimi już Sokrates, św. Augustyn, Blaise Pascal. Egzystencjalizm wielokrotnie łączył się z głównym torem filozofii.

## Wspólne motywy egzystencjalizmu
- poczucie wiecznej niedoskonałości natury ludzkiej
- poczucie tragicznej samotności człowieka wobec Boga lub ogromu czasu i przestrzeni
- problematyka metafizyczna – dążenie do zbawienia lub osiągnięcia całkowitej wolności poprzez spokój wewnętrzny.

Istnieją przynajmniej cztery motywy egzystencjalizmu:
- Motyw humanizmu – człowiek jako motyw istnienia;
- Motyw infinityzmu – człowiek skończony styka się w życiu z nieskończonością;
- Motyw tragizmu – istnienie człowieka jest wypełnione grozą i troską;
- Motyw pesymizmu – człowieka otacza nicość;

Należy jednak przy tym pamiętać, że nie chodzi tu o humanizm, który mówi o tym, że jest jedna wspólna wszystkim ludziom natura i że wszystkim przyświeca wspólny cel. Humanizm dla egzystencjalisty jest ściśle związany z jednostką i jej ciągłym projektowaniem samej siebie, swojej esencji. Nie ma tu z góry określonej ludzkiej natury.
Drugi problem to problem pesymizmu, z którym stara rozprawić się Sartre w piśmie „Egzystencjalizm jest humanizmem”. Nicość nie jest warunkiem koniecznym, by coś nazwać pesymizmem. Nicość jest tu rozumiana jako przeciwieństwo bytu – przedmioty są bytem bo są nieruchome, nie zmieniają się. Człowiek jest nicością, gdyż jest ciągłym projektem siebie, jest ciągłym stawaniem się, a to nie jest czymś pesymistycznym.

## Historia

### Kierkegaard i Nietzsche
Søren Kierkegaard i Friedrich Nietzsche to dwaj pierwsi filozofowie uważani za fundamentalnych dla ruchu egzystencjalistycznego, chociaż żaden z nich nie używał terminu „egzystencjalizm” i nie jest jasne, czy poparliby egzystencjalizm XX wieku. Koncentrowali się raczej na subiektywnym ludzkim doświadczeniu niż na obiektywnych prawdach matematyki i nauki, które ich zdaniem były zbyt oderwane lub obserwacyjne, aby naprawdę pojąć ludzkie doświadczenie. Podobnie jak Pascala interesowała ich „cicha” ludzka walka z (pozornym) absurdem życia oraz wykorzystanie rozrywki, by uciec od nudy. W przeciwieństwie do Pascala, Kierkegaard i Nietzsche również rozważali rolę dokonywania wolnych wyborów, szczególnie w odniesieniu do podstawowych wartości i przekonań oraz tego, jak takie wybory zmieniają naturę i tożsamość wybierającego. „Rycerz wiary” Kierkegaarda i „Übermensch” Nietzschego reprezentują ludzi, których cechuje wolność, ponieważ określają naturę własnego istnienia. Wyidealizowana jednostka Nietzschego wymyśla własne wartości i tworzy warunki, które ją cechują. Inaczej jest u Kierkegaarda, który nie jest tak wrogo nastawiony do chrześcijaństwa jak Nietzsche, i pisze pod pseudonimem, że obiektywna pewność prawd religijnych, szczególnie chrześcijańskich, jest nie tylko niemożliwa, ale nawet oparta na logicznych paradoksach. Nadal jednak sugeruje, że skok wiary jest możliwym środkiem do osiągnięcia przez człowieka wyższego etapu egzystencji, który przekracza i zawiera zarówno wartość estetyczną, jak i etyczną życia. Kierkegaard i Nietzsche byli także prekursorami innych ruchów intelektualnych, w tym postmodernizmu i różnych aspektów psychoterapii. Jednak Kierkegaard uważał, że jednostki powinny żyć zgodnie z własnym myśleniem.

### Dostojewski i Sartre
Pierwszym ważnym dla egzystencjalizmu pisarzem był Rosjanin Fiodor Dostojewski. „Notatki z podziemia” przedstawiają człowieka niezdolnego do dopasowania się do społeczeństwa i niezadowolonego z tożsamości, które stworzył dla siebie. Jean-Paul Sartre w swojej książce o egzystencjalizmie „Egzystencjalizm jest humanizmem” jako przykład egzystencjalnego kryzysu wskazał na „Braci Karamazow” Dostojewskiego. Stwierdzenie Iwana Karamazowa „Jeśli Boga nie ma, to wszystko wolno” Sartre przypisuje samemu Dostojewskiemu, choć cytat ten nie znajduje się w powieści. Jednak podobne sformułowanie wprost wyrażono w powieści, gdy Alosza odwiedza Dymitra w więzieniu. Dymitr wspomina swoje rozmowy z Rakitinem, w których padło zdanie „A zatem, jeśli On nie istnieje, człowiek jest królem ziemi, wszechświata”. Również inne powieści Dostojewskiego omawiały kwestie poruszane w filozofii egzystencjalnej, prezentując wątki odbiegające od świeckiego egzystencjalizmu, na przykład bohater „Zbrodni i kary” Raskolnikow przeżywa kryzys egzystencjalny, a następnie idzie w stronę światopoglądu chrześcijaństwa prawosławnego, podobnego do tego, za którym opowiadał się sam Dostojewski.

### Jaspers i Heidegger
Niemiecki psychiatra i filozof Karl Jaspers – który później opisał egzystencjalizm, określając go „fantomem” wykreowanym przez społeczeństwo – skonstruował własną myśl, pod silnym wpływem Nietzschego i Kierkegaarda, którą nazwał filozofią egzystencji. Zdaniem Jaspersa owa filozofia egzystencji jest sposobem myślenia umożliwiającym człowiekowi dążenie do stawania się sobą. Ten sposób myślenia nie zajmuje się poznaniem przedmiotów, lecz klaruje i urzeczywistnia egzystencję myśliciela. Jaspers, profesor na Uniwersytecie w Heidelbergu, znał się z Martinem Heideggerem, który z kolei był profesorem w Marburgu, zanim przejął stanowisko po Husserlu we Fryburgu w 1928 roku. Prowadzili wiele dyskusji filozoficznych, które zostały urwane po wyrażeniu poparcia przez Heideggera dla nazizmu. Obaj podziwiali Kierkegaarda, a w latach trzydziestych dwudziestego wieku Heidegger prowadził obszerne wykłady na temat Nietzschego. W oparciu o filozofię egzystencjalną Kierkegaarda i Nietzschego Heidegger wytworzył własną odmianę egzystencjalizmu, wyrażoną w dziele „Sein und Zeit”, gdzie średniowieczne transcendentalia (aspekty bytu absolutnego) zostają zastąpione egzystencjaliami (aspektami bytu skończonego, ludzkiego, Dasein). Później jednak w „Liście o humanizmie” Heidegger odżegnywał się od terminu „egzystencjalizm”.